# Condition nécessaire
Cet article court présente un sujet plus développé dans : Implication (logique).
En logique mathématique, une condition nécessaire à l'assertion {\displaystyle P} est une assertion {\displaystyle Q} telle que : 
En d'autres termes, si {\displaystyle P} est vérifiée, alors {\displaystyle Q} l'est également. Par contraposée, si {\displaystyle Q} n'est pas vérifiée, alors {\displaystyle P} ne l'est pas non plus : {\displaystyle Q} est nécessaire à {\displaystyle P}.
Une condition à la fois nécessaire et suffisante est dite équivalente.

## Exemples
Une condition nécessaire pour qu'il pleuve est la présence de nuages. S'il n'y a pas de nuages, il ne peut pas pleuvoir.